# Piotr Pawlus Wierzbicki
 Piotr Pawlus Wierzbicki (o Peter Paulus Wierzbicki, o Pamięci Piotra Wierzbickiego ) 1794 - 1847) fue un cirujano, botánico, y pteridólogo húngaro , que trabajó extensamente en Banat y en Transilvania, con trabajos en común con su colega János A. Heuffel (1800-1857).
Estudió en el "Gimnasio de Podoliniec", Eslovaquia, y estudió en Viena durante varios años como aprendiz en una farmacia en Nowy Sacz. Su título de médico lo recibió en 1815. Desde 1822, trabajó principalmente en la Universidad agrícola en Keszthely, Hungría.

## Honores

### Eponimia
Género
- (Caryophyllaceae) Wierzbickia Rchb.[3]

Especies
- (Alliaceae) Allium wierzbickii Henfel ex Steud.[4]

- (Boraginaceae) Echium wierzbickii Haberle ex Rchb.[5]

- (Brassicaceae) Alyssum wierzbickii Heuff.[6]

- (Lamiaceae) Mentha wierzbickiana Opiz[7]

- (Scrophulariaceae) Orobanche wierzbickii F.W.Schultz[8]

- La abreviatura «Wierzb.» se emplea para indicar a Piotr Pawlus Wierzbicki como autoridad en la descripción y clasificación científica de los vegetales.[9]